# Општина Брадеану (Бузау)
Брадеану (рум. Brădeanu) општина је у Румунији у округу Бузау.
Општина се налази на надморској висини од 76 m.